# Astrofobie

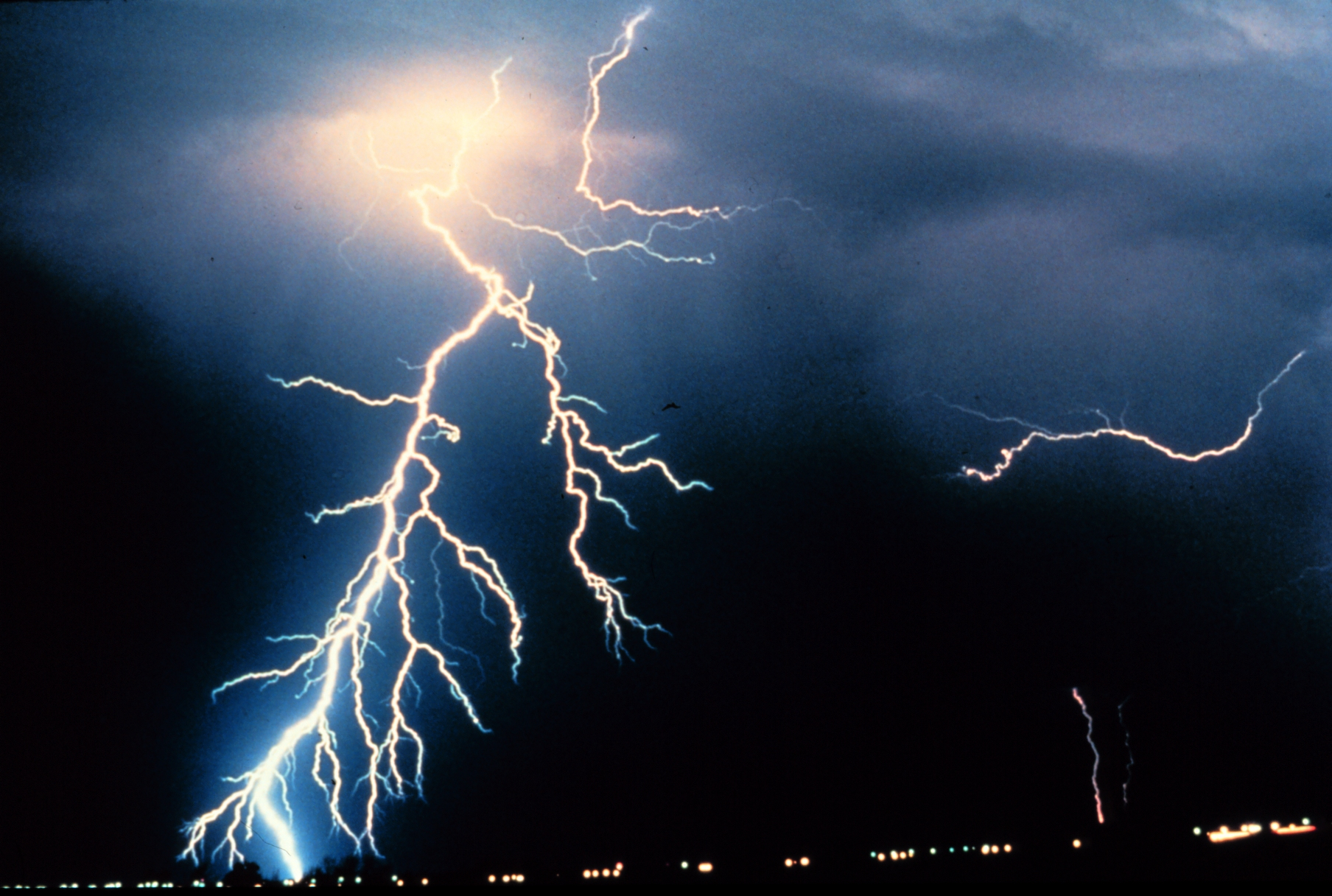
Bouřka s blesky

Astrofobie (z řeckého ἀστραπή, blesk, a φόβος, strach) nebo také brontofobie (βροντή — řecky hrom) je úzkostná porucha projevující se strachem z bouřky, který je neadekvátní skutečné míře nebezpečí. Postižená osoba reaguje na blesk a hrom třasem, pocením, tachykardií a žaludeční nevolností, snaží se vyhledat co nejchráněnější místo. Úzkostné stavy jsou nejhorší o samotě, blízkost známé osoby a konejšivá slova je dokáží podstatně zmírnit. Typickým příznakem astrofobie je abnormální zájem postiženého o předpověď počasí a preventivní příprava různých úkrytů. Astrofobik často trpí příznaky paniky, pokud se ocitne při bouřce na místě, které považuje za nedostatečně chráněné; vykazuje tedy také jisté příznaky agorafobie.
Astrofobie se vyskytuje nejčastěji u malých dětí, které se postupem času zpravidla strachu zbaví, pokud nezískají s bouřkou žádnou negativní zkušenost. Trpívají jí také domácí zvířata jako psi a kočky, u nichž se doporučuje podávání uklidňujícího feromonu, tzv. DAP.